# Imelda Marcos
Imelda Remedios Visitación Romualdez (Manila, 2 de julho de 1929) é uma política e socialite filipina. Ela foi a primeira-dama das Filipinas entre 1965 e 1986, período em que seu marido Ferdinando Marcos presidiu o país. Conhecida como a "Borboleta de Ferro", Imelda Marcos exerceu várias funções ativas no governo de seu marido e era uma porta-voz frequente de suas políticas. Foi governadora da região metropolitana de Manila (1975-1986), ministra dos Assentamentos Humanos (1976-1986), deputada na Assembleia Nacional provisória das Filipinas por Manila (1978-1984) e embaixadora extraordinária e plenipotenciária (1978-1986).
Ela e sua família ganharam notoriedade por viver um estilo de vida luxuoso durante um período de crise econômica e agitação civil no país. Ela passou grande parte do tempo no exterior em visitas de Estado, festas extravagantes e compras, e gastou muito do dinheiro do Estado em suas coleções pessoais de jóias e calçados. Sua coleção de mais de 3 000 pares de sapatos de luxo lhe rendeu o apelido "Maria Antonieta, com sapatos".
A Revolução do Poder Popular em fevereiro de 1986 derrubou os Marcos e forçou a família ao exílio. Em 1991, a Presidente Corazón Aquino permitiu que a família Marcos retornasse às Filipinas após a morte de Ferdinando Marcos, em 1989. Imelda Marcos foi eleita quatro vezes para a Câmara dos Deputados.
Ela, junto com seu marido Ferdinando, são famosos por entrar no Guinness World Record pelo Maior Roubo de um Governo. Em novembro de 2018, ela foi condenada por acusações de corrupção por suas atividades quarenta anos antes, durante seu mandato como governadora de Manila.

## Biografia
Em 1954, quando se casou com o advogado e então deputado filipino Ferdinando Marcos, doze anos mais velho que ela, após apenas onze dias de noivado, trocou seus nomes de sua origem espanhola por Edralín Marcos de seu esposo. Ferdinando e Imelda enriqueceram e se tornaram poderosos e famosos, até que em 30 de dezembro de 1965 seu esposo se tornou presidente das Filipinas. Desde então, Imelda passou a se aproximar da política e sua imagem política foi ganhando força devido ao seu marido, há vários relatos falando que Imelda era próxima da administração do país e que muitas vezes era ela quem tomava as decisões e Ferdinando apenas concordava, há também a suspeita de que Ferdinando era um boneco nas mãos de sua esposa.
Imelda Marcos ganhou fama quando houve o escândalo dos sapatos. Cerca de três mil pares de sapatos foram descobertos na casa dos Marcos. Imelda passava o tempo comprando e gastando fortunas em pares de sapatos, que nunca chegou a usar, enquanto os filipinos morriam de fome na miséria total. Além de sapatos, foram achados jóias, vestidos, perfumes caros e outras futilidades na casa. Tudo comprado, supostamente, com dinheiro público desviado.
Em 1972, ela sofreu uma tentativa de assassinato por parte de Carlito Dimahilig, sendo quase esfaqueada. Foi levada para o hospital mas sobreviveu.
Em 25 de fevereiro de 1986 seu esposo saí da presidência após uma 'ditadura' de quase 21 anos. Mesmo assim, Ferdinando e Imelda ainda eram tratados como 'deuses' nas Filipinas, eram e são dois heróis nacionais por falsos feitos realizados a sua gente, tudo forjado para passar boa imagem.
Quando Ferdinando saiu do poder, o casal foi morar no Havaí, onde em 28 de setembro de 1989 Ferdinando veio a falecer dezessete dias após o seu 72º aniversário. Na ocasião, Imelda tinha 60 anos de idade. Em 1991, já viúva, Imelda voltou para as Filipinas e levou consigo o corpo embalsamado de seu marido que hoje é exposto ao público como um herói filipino. No ano seguinte ao seu retorno após 5 anos de exílio ela tentou se candidatar a política usando do 'fantasma' de seu falecido marido, porém só em 1994 consegue assumir o cargo de deputada onde ficou até 1998. Desde então ela continua presente na política e em 2010 voltou a se tornar deputada, sendo a mais votada do país.
Entre 2007-2008 enfrentou julgamento por corrupção, porém foi absolvida.

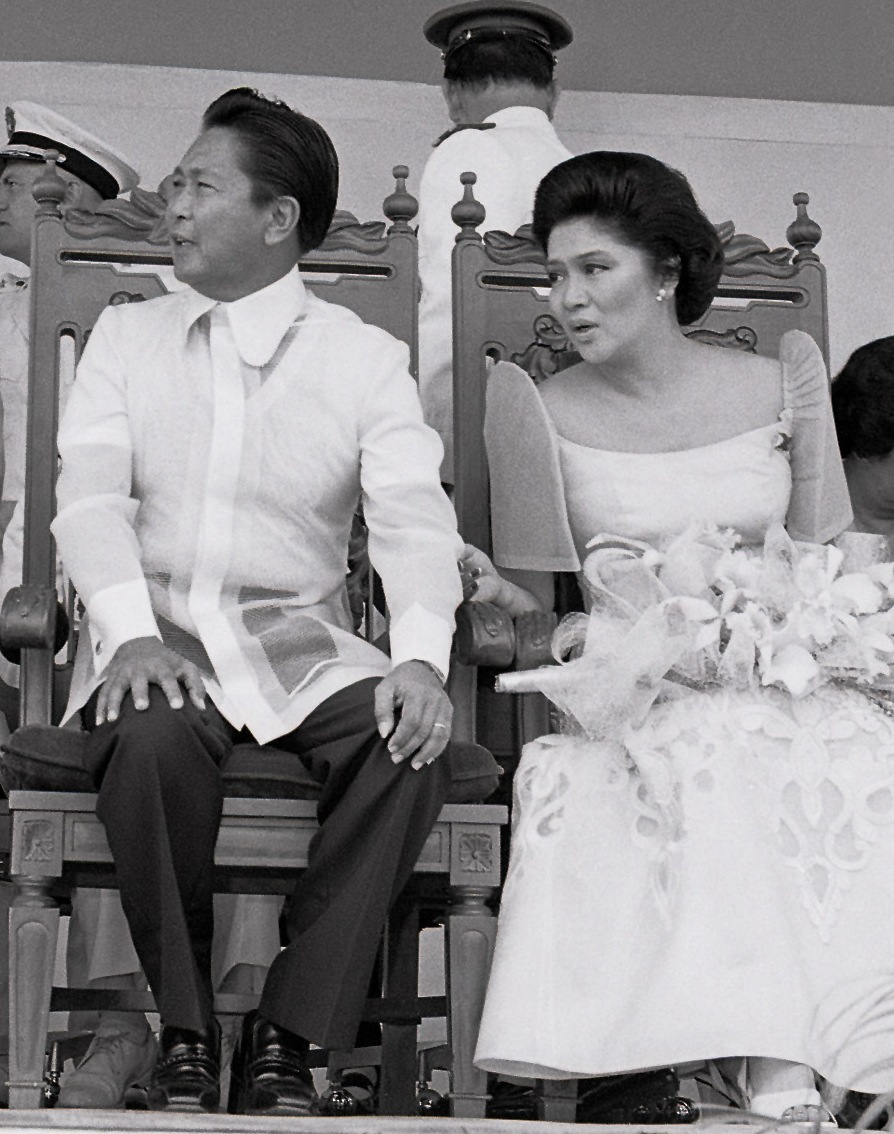
Ferdinando e Imelda Marcos em evento em 1979.

Em novembro de 2018, um tribunal filipino condenou-a a mais de 40 anos de prisão por ter criado fundações privadas para esconder a sua riqueza. A antiga primeira dama continua em liberdade apesar do mandado judicial emitido para a sua prisão.

## Vida pessoal
- Imelda conheceu diversos papas, entre eles Paulo VI, João Paulo II e Bento XVI e já foi várias vezes ao Vaticano para passear ou pagar promessas.
- Imelda é mãe de Imeé Marcos (política filipina, *1955), Ferdinando Marcos Júnior (político filipino, *1957), Irene Marcos (*1959) e Aihmeé Marcos (*1962).
- Ferdinando Marcos e Imelda foram noivos por apenas onze dias, e o prazo só não foi menor pois a igreja onde se casaram não tinha datas vagas antes, fazendo o casal ter de esperar a data mais próxima.